# Cynortula bolivari
Cynortula bolivari is een hooiwagen uit de familie Cosmetidae.